# Bye Bye Man
Bye Bye Man (tytuł oryg. The Bye Bye Man) – amerykański film fabularny z 2017 roku, wyreżyserowany przez Stacy Title w oparciu o scenariusz autorstwa Jonathana Pennera. Projekt bazuje na książce Roberta Damona Schnecka The President's Vampire: Strange-but-True Tales of the United States of America (2005), a dokładniej na rozdziale The Bridge to Body Island. Opowiada historię trójki studentów college'u, którzy prześladowani są przez tajemniczą postać, mającą prowokować ludzi do wyrządzania zła i krzywdy.
Role przodujące powierzono Douglasowi Smithowi, Lucienowi Laviscountowi, Cressidzie Bonas oraz Dougowi Jonesowi, grającemu tytułowego antagonistę, Bye Bye Mana. Kreacje drugoplanowe stworzyli w filmie Faye Dunaway, Carrie-Anne Moss i Leigh Whannell. Kosztujący blisko siedem i pół miliona obraz miał swoją światową premierę w styczniu 2017 roku, a w Polsce ukazał się na rynku DVD trzy miesiące później.

## Obsada
- Douglas Smith − Elliot
- Lucien Laviscount − John
- Cressida Bonas − Sasha
- Doug Jones − Bye Bye Man
- Carrie-Anne Moss − detektyw Shaw
- Faye Dunaway − wdowa Redmon
- Jenna Kanell − Kim
- Michael Trucco − Virgil
- Erica Tremblay − Alice
- Leigh Whannell − Larry Redmon
- Cleo King − pani Watkins
- Keelin Woodell − młoda pani Redmon
- Marisa Echeverria − Trina
- Jonathan Penner − pan Daizy

## Produkcja
Film oparty został na rozdziale z książki The President's Vampire: Strange-but-True Tales of the United States of America (2005), zatytułowanym The Bridge to Body Island. Rozdział odwołuje się do zjawiska miejskich legend. Autor książki, Robert Damon Schneck, wyznał, że historia Bye Bye Mana jest mu szczególnie bliska, a także, że opowiedział mu ją przyjaciel. Film kręcono przez ponad miesiąc, od 2 listopada 2015 do 11 lub 15 grudnia tego roku. Twórcy operowali budżetem wynoszącym siedem milionów czterysta tysięcy dolarów. Zdjęcia powstawały w miastach na terenie stanu Ohio: Cleveland oraz Berea. Za lokacje posłużyły też farma Greenwood w Richmond Heights oraz uczelnia wyższa Baldwin Wallace University.

## Wydanie filmu
Światowa premiera Bye Bye Man nastąpiła 6 stycznia 2017 roku. Horror wydano wówczas w kinach na terenie Tajwanu. Pięć dni później, 11 stycznia, obraz spotkał się z dystrybucją na Cyprze, a 12 stycznia trafił do kin greckich, holenderskich, portugalskich i singapurskich. W Stanach Zjednoczonych, Kanadzie, Wielkiej Brytanii, Irlandii, Indonezji, Estonii i na Litwie film wydano w piątek, 13 stycznia. W styczniu projekt opublikowano jeszcze na terenie Szwecji i Kuwejtu, a w lutym między innymi w Norwegii, Brazylii i Hongkongu. Premiera rosyjska przypadła na 6 kwietnia. 12 kwietnia 2017 Bye Bye Man ukazał się w Polsce, choć  minął się z dystrybucją kinową. Firma Monolith Films wydała horror na dyskach DVD. Na Węgrzech film przyjął tytuł Bye Bye Man: A Rettegés Neve (Bye Bye Man: Imię strachu).

## Odbiór
W opiniach dziennikarzy współpracujących z serwisem Bloody-Disgusting.com film okazał się "niezamierzenie śmieszny", "tandetnie zmontowany", "operujący kiepską taktyką straszenia". Albert Nowicki (His Name Is Death) pisał: "Ostatnie minuty Bye Bye Man to zarazem jego ostatnie podrygi; wymęczony i przekombinowany epilog sprawia, że film umiera w agonii. Nim trumnę przebija ostatni gwóźdź, Bye Bye Man pozostaje horrorem satysfakcjonującym lub, jak kto woli, znośnym: banalnym, ale utrzymującym w zainteresowaniu. Jest ciekawy, bo czarny charakter pogrywa z lękami i paranojami kolejnych postaci – a to grożąc życiu niewinnych dzieci, a to wywołując strach przez odrazę. Już inicjujące film, depalmowskie długie ujęcie powinno przykuć uwagę kinomanów. Niestety, kiepskie decyzje reżyserskie objawiają na ekranie często, przez co opada ogólna wartość projektu. We własnej przeciętności gotują się wręcz co bardziej istotni aktorzy: główna rola żeńska to kwintesencja letargu, marazm interpretatorski. Żonglując kliszami, korzysta Title z dość dyskusyjnych rekwizytów. Tak oto w jednej ze scen nasz cytujący Rilkego protagonista zasiada przy starym bibliotecznym pececie i googluje hasło – a jakże – 'Bye Bye Man'." Jude Dry (IndieWire) chwaliła film za "przyprawiające o ból serca sceny". Steve Davis, redaktor czasopisma The Austin Chronicle, krytykował Bye Bye Mana za "tuzinkowe" odwołania do twórczości Stephena Kinga.